# Eddie Fisher

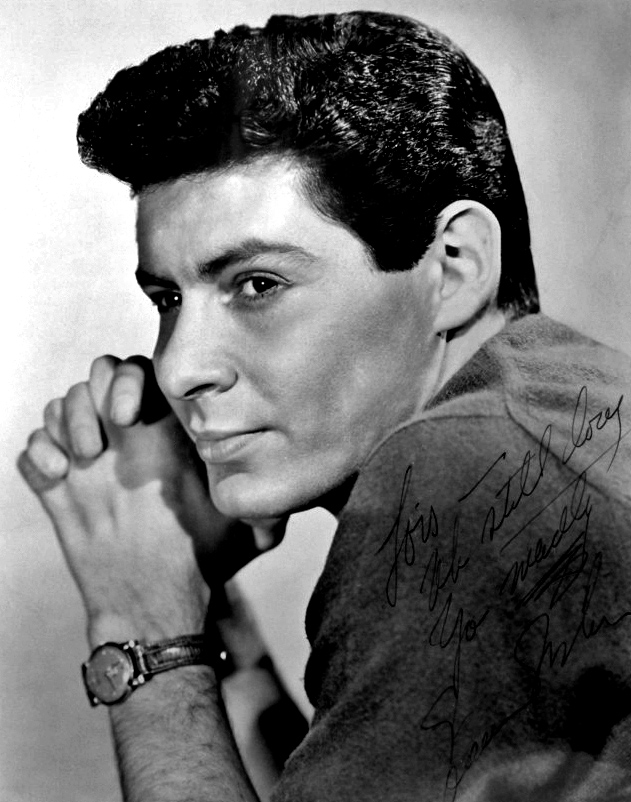
Eddie Fisher

Edwin Jack "Eddie" Fisher (Philadelphia, 10 augustus 1928 – Berkeley, 22 september 2010) was een Amerikaans zanger.

## Levensloop
Fisher was een crooner die met name tussen 1950 en 1955 verschillende hits had in de Verenigde Staten. Hij nam onder andere Tell Me Why en Oh! My Pa-Pa (O mein Papa van de Zwitserse liedjesschrijver Paul Burkhard) op en had een Amerikaanse nummer-1-hit met Wish You Were Here van Harold Rome. In deze periode vervulde hij ook zijn dienstplicht en diende hij een jaar in Korea.
Vanaf 1953 presenteerde Fisher op NBC zijn eigen show Coke Time with Eddie Fisher. Het programma werd in 1957 stopgezet. Later datzelfde jaar kreeg hij samen met zijn echtgenote Debbie Reynolds een nieuwe show The Eddie Fisher Show. Met Reynolds was hij in 1956 al te zien in de musicalfilm Bundle of Joy. Na het overlijden van producent Mike Todd, die een goede vriend was van Fisher, kreeg hij een relatie met diens vrouw Elizabeth Taylor. Het schandaal rond deze relatie en de daaropvolgende scheiding van Reynolds leidde ertoe dat NBC The Eddie Fisher Show in maart 1959 stopzette. Taylor en Fisher trouwden in mei 1959 in Las Vegas. Ze waren in 1960 samen te zien in de film BUtterfield 8.
Eddie Fisher was in totaal vijf keer getrouwd. Na Reynolds (1955-1959) en Taylor (1959-1964) trouwde hij in 1967 met actrice Connie Stevens. Fisher had vier kinderen. Twee uit zijn huwelijk met Reynolds (Carrie Fisher en Todd Fisher) en twee uit zijn huwelijk met Stevens (Joely Fisher en Tricia Leigh Fisher). Hij overleed in 2010 op 82-jarige leeftijd door complicaties na een heupoperatie.
- Biblioteca Nacional de España: XX1709090
- Bibliothèque nationale de France: cb13943166w (data)
- Gemeinsame Normdatei: 121668673
- International Standard Name Identifier: 0000 0001 0785 8833
- Library of Congress Control Number: n81083908
- MusicBrainz: 86831539-fa31-4248-9977-d4c6c0716a52
- Nationale Bibliotheek van Israël: 987007261267805171
- Nederlandse Thesaurus van Auteursnamen: 097716782
- Système universitaire de documentation: 184723221
- Virtual International Authority File: 91886269
- WorldCat: E39PBJw4wRmwvDcQpcpjMRxCcP